# Caledothele australiensis
Caledothele australiensis is een spinnensoort uit de familie Dipluridae. De soort komt voor in Victoria.